# ドル＝ド＝ブルターニュ
ドル＝ド＝ブルターニュ （Dol-de-Bretagne）は、フランス、ブルターニュ地域圏、イル＝エ＝ヴィレーヌ県のコミューン。

## 地理
ドル＝ド＝ブルターニュは、サン・マロとモン・サン＝ミシェルの中間に位置する。レンヌはドル＝ド＝ブルターニュの南55kmにある。
ドル＝ド＝ブルターニュのまちは海抜20mの崖の端に位置する。

## 歴史
ドル＝ド＝ブルターニュ周辺は太古から人が定住している。ドラン平原にある、ブルターニュ最大のメンヒル（9.3m、新石器時代。コンブールの方角を向く）がその証拠である。
おそらくケルト時代に誕生していたドル＝ド＝ブルターニュは、6世紀に初めてブルターニュに設置された司教区の1つとなった。ドルの初代司教となったサムソン（fr）は、ブルターニュ創設聖人のうちの1人である。彼はドルに修道院をつくり、カロリング朝時代の地方の中心地となったドル司教座の後援者だった。ドルは、ブルターニュにおける7聖人の巡礼の地として、トロ・ブレイスが行われる。ブリトン人の王ノミノエは848年にドルを聖なるものと認めた。
9世紀にフランス大西洋岸に襲来したヴァイキングは、ドルを略奪した。この間はドルのまちはヴァイキングに制圧されていたと思われる。しかし、930年にドルにやってきたブリトン人首長アラン・バルベトルトによって彼らは追い出された（アランは937年に初代ブルターニュ公となる）。
スカンジナビアからの脅威が続くにもかかわらず、現在のノルマンディーに本拠をおくヴァイキング、すなわちノルマン人たちはまちを制圧し続けていた。彼らは944年にまちの支配権を奪った。997年にドルを支配するようになったのは、ヘブリディーズ諸島やアイルランド島の一部を支配するノルウェー人のヴァイキングの長、オラフ・ラグマンであった。ドルは再び襲われ、略奪され、燃やされた。1014年、ノルマンディー公リシャール短気公の要請で、年若いノルウェー王オーラヴが北欧から直接遠征し、他のヴァイキング集団と戦うためドルに到着した。
1064年、ノルマンディー公ギヨーム庶子公がドルを包囲した。1076年、イングランド征服後「征服王」と呼ばれるようになったギヨーム庶子公は、ブルターニュで新たな軍事遠征を開始し、フランス王フィリップ1世の王国軍が行ったドル包囲に対して支援を行った。
1167年、ノルマン人アスキュルフの妻イズー・ド・ドルはドルおよびコンブール領の広大な領地の相続人となった。アスキュルフはユーグ・ド・アヴランシュのひ孫にあたり、これ以後ドルはアヴランサン最古の一族の手に落ちた。代々のノルマン人領主はドル近辺の湿地開発に非常に熱心であり、彼らは12世紀終わりに行われたクエノンの西側のモン・サン・ミシェル湾干拓の最初の開拓者となった。
13世紀初頭に再建されたドル大聖堂（正式にはサン＝サムソン大聖堂）はアングロ・ノルマン建築の優れたものであり、13世紀のブルターニュの建築物としては非常に希なものである。ドル大聖堂は、現代のイギリスのいくつかの建物に近似した設計がなされている。
1790年、ドル大聖堂から司教座が切り離され、国有財産として売却され、建物を購入したブルジョワ階級が厩舎に用いた。同年、ドルはコミューンとなった。現在の名称が正式に用いられるようになったのは1924年からである。

## 人口統計
| 1962年 | 1968年 | 1975年 | 1982年 | 1990年 | 1999年 | 2006年 | 2007年 |
| ------ | ------ | ------ | ------ | ------ | ------ | ------ | ------ |
| 4483   | 4497   | 4624   | 4660   | 4629   | 4563   | 4760   | 4807   |

参照元:INSEE

## 史跡
- ドラン平原のメンヒル
- サン＝サムソン大聖堂 - 12世紀から13世紀にかけ花崗岩でつくられた。聖サムソンと聖マリョワールの聖遺物がある。

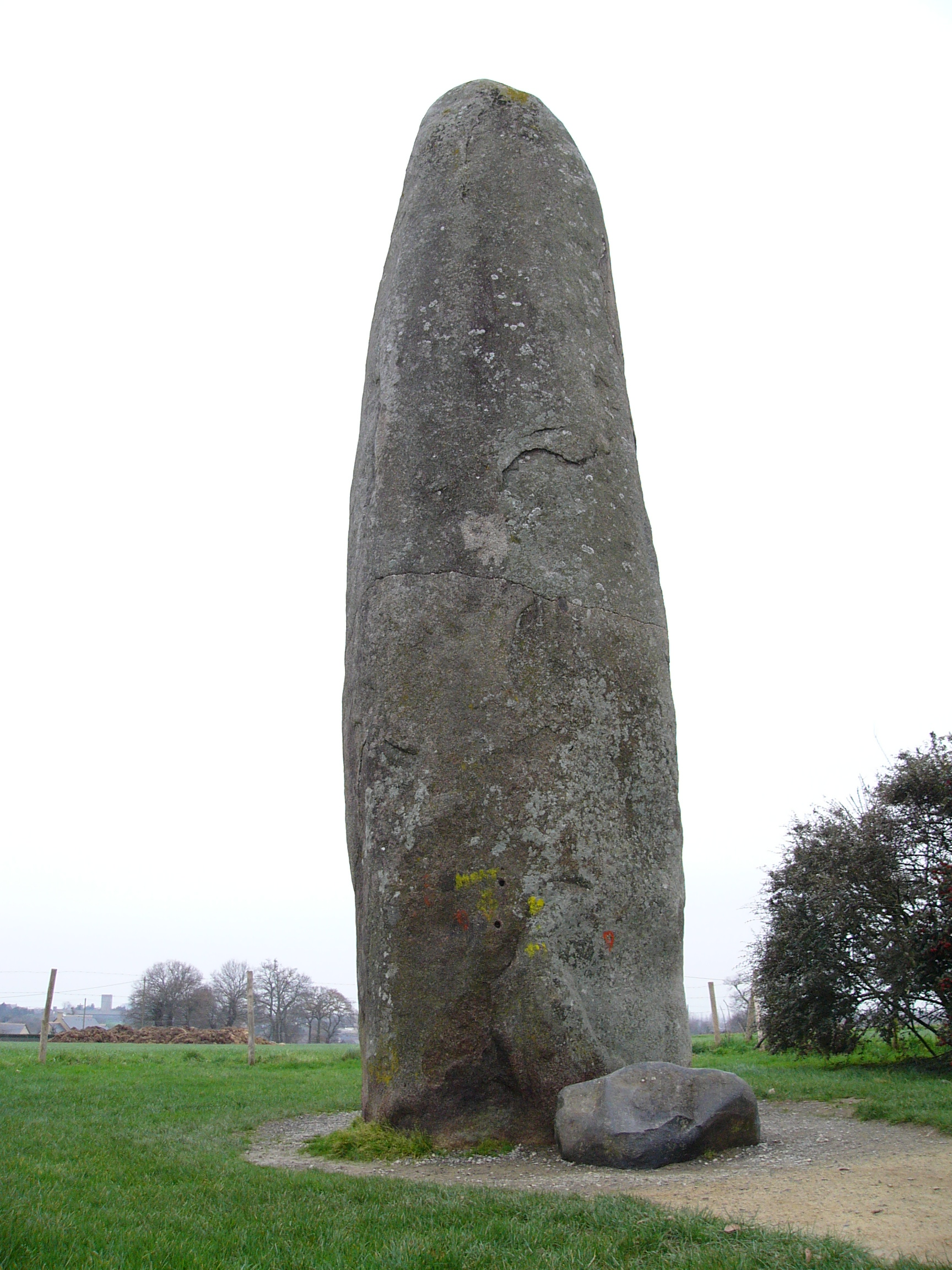
メンヒル
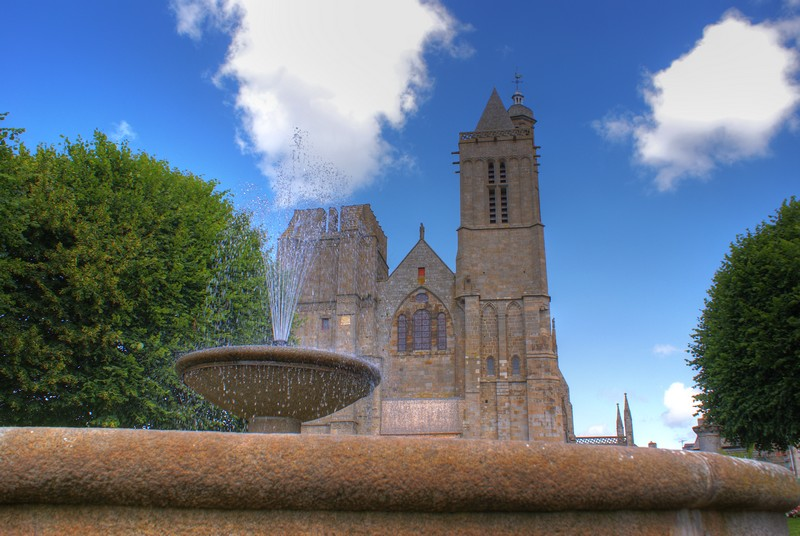
大聖堂
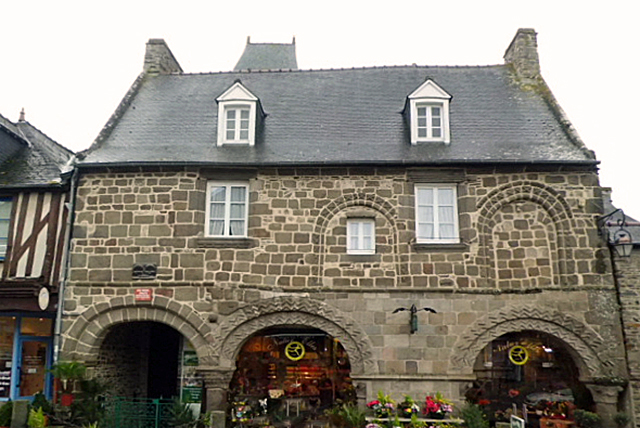
国内では珍しい、11世紀から12世紀にかけて建てられた住居

## 経済
農業、商業、観光が主体である。

## 交通
- 道路 - 国道176号線が通る
- 鉄道 - TERの駅がある